# 니시오야역
니시오야역(일본어: 西大家駅, にしおおやえ)은 일본 사이타마현 사카도시에 있는 도부 철도 오고세 선 역이다. 역 번호는 TJ 42이다.

## 역사
- 1936년 2월 28일: 영업 개시.
- 1963년 5월 16일: 니시오야 신호장 ~ 일본 시멘트 사이타마 공장 간의 전용선 운용 개시.
- 1984년 8월 1일: 니시오야 신호장 ~ 일본 시멘트 사이타마 공장 간의 전용선 폐지.

## 역 구조
단선 승강장 1면 1선의 지상역이다. 역사는 선로의 북쪽에 있다. 자동 개찰기가 설치되어 있고 2012년도에 다기능 화장실이 신설되었다.
창구를 닫는 경우가 있어, 창구 옆에 인터폰이 설치되어 있다.

## 역 주변
역의 바로 동쪽에 쓰루가시마시와 경계가 있고, 히다카 시의 경계가 역 남서쪽 400m 거리에 있다. 역 서쪽에는 과거 가마쿠라 가도 상도가 다니던 유구가 남아 있다.
- 사이타마 현립 사카도니시 고등학교
- 도쿄 국제대학 사카도 종합 그라운드
- 니시이리 경찰서 오야 주재소
- 사카모리도 우체국

## 인접역
| 도부 철도 오고세 선        | 도부 철도 오고세 선 | 도부 철도 오고세 선        |
| -------------------------- | ------------------- | -------------------------- |
| TJ 41 잇폰마쓰 사카도 방면 |                     | 가와카도 TJ 43 오고세 방면 |